# Ca' Foscari

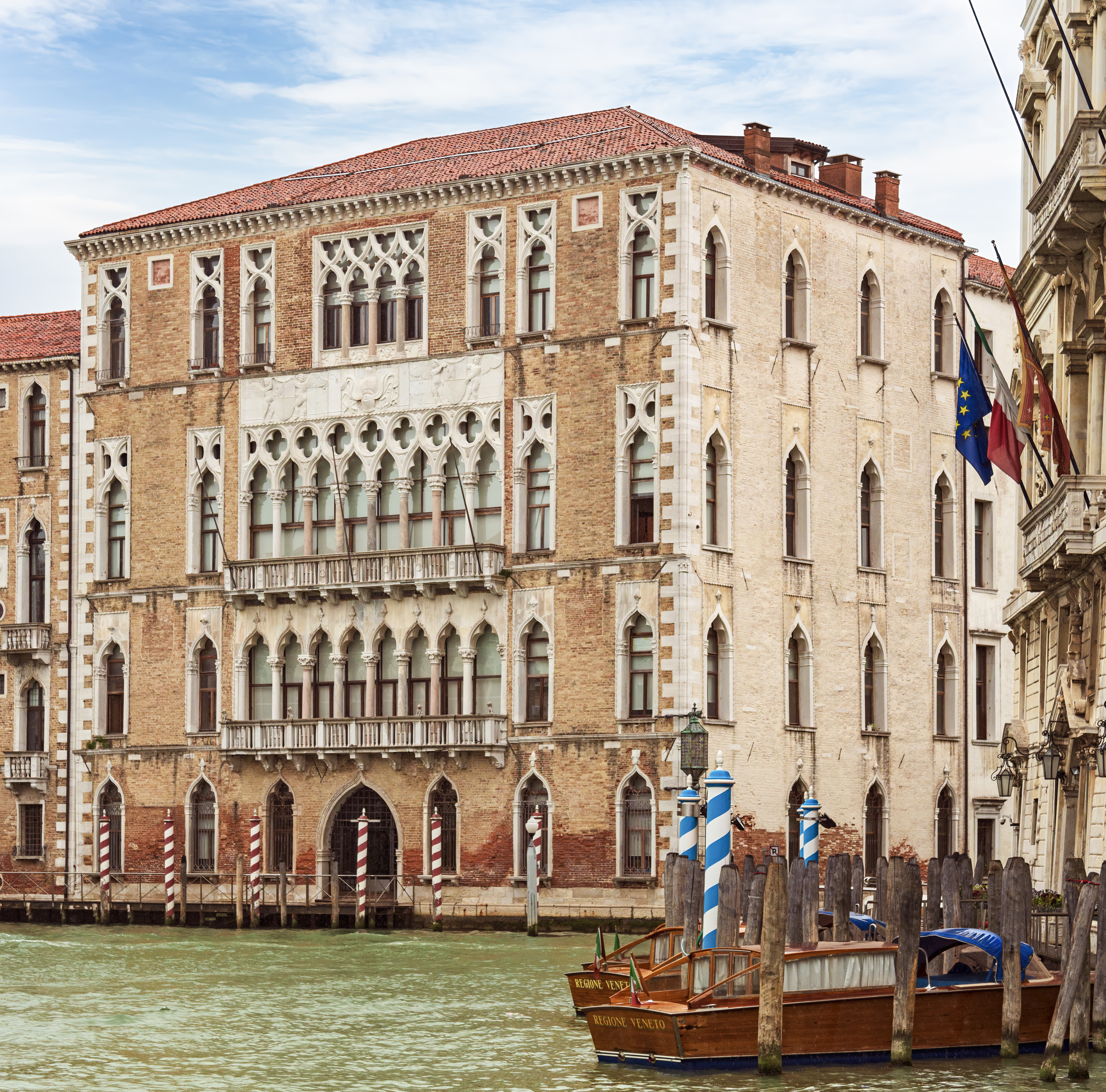
Cá Foscari

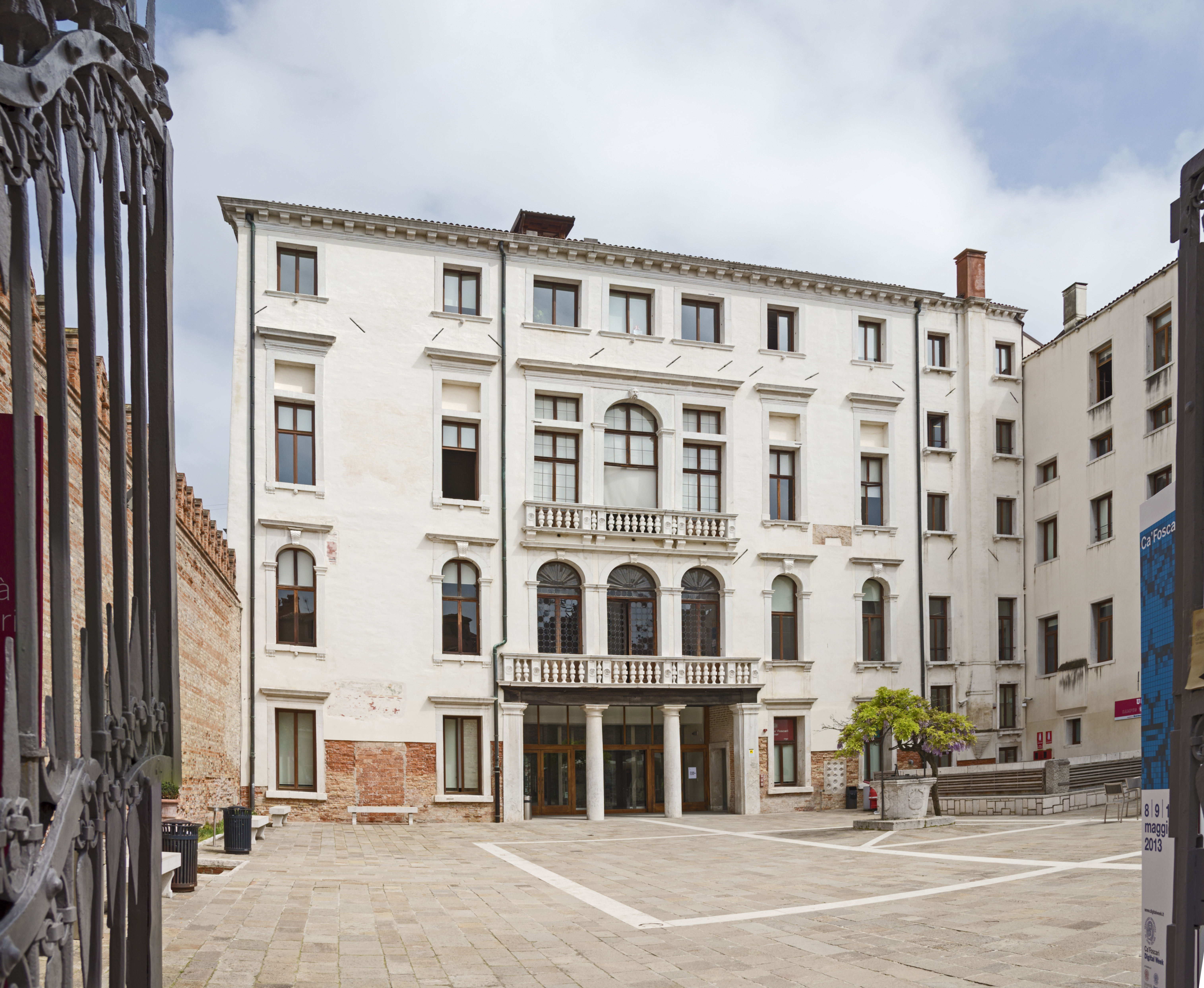
Fachada em "Calle Foscari"

Ca' Foscari é um palácio veneziano construído em por volta de 1452 às margens do Grande Canal pelo doge Francesco Foscari como demonstração de seu poder e sua riqueza. É um representante típico do estilo gótico veneziano de arquitetura.
Durante a ocupação austríaca, no século XIX, serviu de hospedaria e de caserna. Em 1866, foi adquirido e reformado pela Comuna de Veneza, que em seguida o cedeu para servir de sede à Real Escola Superior de Comércio de Veneza.
Entre 1997 e 2005, passou por nova reforma. Atualmente é a sede da Universidade Ca' Foscari de Veneza.